# Gerfleur
La Gerfleur est un fleuve côtier de la Manche.

## Géographie
De 10,3 kilomètres de longueur, la Gerfleur prend sa source près du Hameau Gauthier à La Haye-d'Ectot et se jette dans la Manche à Barneville-Carteret.

## Communes traversées
La Gerfleur traverse quatre communes : Barneville-Carteret, Saint-Maurice-en-Cotentin, La Haye-d'Ectot, et Saint-Pierre-d'Arthéglise.

## Hydrologie
Son débit moyen est de 480 litres par seconde. De fortes pluies conjuguées à de grandes marées peuvent provoquer des crues.

## Histoire
Son nom apparaît comme limite de territoire, en 1026-1027, dans l'acte de donation du duc de Normandie, Richard III à son épouse Alix de France.
Jeanne Marie Le Calvé (la Mère Denis) y avait son lavoir.
En 1900, un vapeur à aubes reliant Carteret à Jersey portait le nom de Gerfleur.

## Hydronymie
Le nom du cours d'eau est attesté sous la forme Jorfluctum en 1027 et Gerefleur R[iviere] en 1689.
Il s'agit d'un type hydronymique en -fleur (anciennement -fleu, conforme à la prononciation traditionnelle). Cet élément se retrouve dans les toponymes normands Barfleur, Honfleur, Crémanfleur, Harfleur et Vittefleur qui étaient originellement des hydronymes.
Il est issu du norrois flóð signifiant « flot, courant rivière » et peut-être de aurr signifiant « vase, limon ». Cependant d'autres spécialistes considèrent que l'élément -fleur est issu du vieil anglais flēot de même sens et que l'on retrouve dans les toponymes et hydronymes anglo-scandinaves du Yorkshire en -fleet. Le nom commun fleu est en outre attesté jusqu'au XIIIe siècle au sens de « ruisseau, rivière » pour désigner la rivière de Lestre. Le premier élément Ger- est probablement le même que dans Jobourg (Manche, Jorborch XIIe siècle, Jorborc 1180) et dans Jerbourg à Guernesey, d'origine discutée.